# Goran Malus
Goran Malus (Zagreb, 2. listopada 1974.) je hrvatski kazališni, televizijski i filmski glumac. Zvan Gru, djeluje u kazališnom sastavu Komedije, gdje je stekao najveću slavu.

## Filmografija

### Televizijske uloge
- "Dar mar" kao vozač (2021.)
- "Bogu iza nogu" kao dostavljač (2021.)
- "Nedjeljom ujutro, subotom navečer" kao Domagoj (2012.)
- "Stipe u gostima" kao prodavač u salonu (2011.)
- "Najbolje godine" kao Igor (2009.)
- "Sve će biti dobro" kao dr. Sirković (2009.)
- "Mamutica" kao Filip Kekez (2009.)
- "Bibin svijet" kao električar (2006.; 2008. – 2009.)
- "Ponos Ratkajevih" kao žandar (2008.)
- "Stipe u gostima" kao policajac (2008.)
- "Bitange i princeze" kao Zeleni #1 (2008.)
- "Tužni bogataš" kao liječnik (2008.)
- "Zauvijek susjedi" kao Žarko (2007.)
- "Zabranjena ljubav" kao novinar #1 (2005.)
- "Bumerang" kao Ivić (2005.)
- "Naša mala klinika" kao dimnjačar (2005.)
- "Žutokljunac" kao bogataš (2005.)
- "Obiteljska stvar" kao Hrvoje Tonković (1998.)

### Filmske uloge
- "Koko i duhovi" kao policajac (2011.)
- "Zapamtite Vukovar" kao ranjenik (2008.)
- "Taxideyo" (2008.)
- "Duga mračna noć" (2004.)
- "Nebo, sateliti" kao radnik kod jame #1 (2000.)
- "Četverored" kao mladi pomoćnik (1999.)
- "Kako je počeo rat na mom otoku" (1996.)

### Sinkronizacija
- "Čovpas" kao Šimun (2025.)
- "Nerazdvojni" kao Alfonso (2024.)
- "Lil, Lil, Krokodil" kao g. Alistair Grumps (2022.)
- "DC Liga Super-ljubimaca" kao Pas-El i Jor-El (2022.)
- "Malci 2: Kako je Gru postao Gru" kao Silvije Jaroguzić i Krilko (2022.)
- "Domaća ekipa" kao Sean Payton (2022.)
- "Veliki crveni pas Clifford" kao Malik (2021.)
- "Obitelj Mitchell protiv strojeva" kao Rick Mitchell (2021.)
- "Playmobil Film" kao kapetan Bloodbones (2020.)
- "Pokémon: Mewtwo uzvraća udarac – Evolucija" kao Fergus (2020.)
- "Hotel Transilvanija 3: Praznici počinju!" (2018.)
- "Soy Luna" (2018.)
- "Coco i velika tajna" kao Don Hidalgo i granični policajac (2017.)
- "Auti 3" kao Džef Korveta (2017.)
- "Dobri dinosaur" kao Pero (2015.)
- "Snježna kraljica 2" kao Rahat (2014.)
- "Čudovišta sa sveučilišta" kao Pišta (2013.)
- "Merida hrabra" kao Mladi Macguffin (2012.)
- "Niko 2: Mali brat, velika frka" kao Edo (2012.)
- "Vesele trojke" (2011.)
- "Planet 51" (2009.)
- "Princeza sunca" kao Amun-Rov svećenik (2007.)
- "Kronike iz Narnije: Lav, vještica i ormar" kao Pero, Edi i gđa. Lisica (2006.)
- "Shrek" kao biskup (2006.)
- "Denver, posljednji dinosaur" kao Jeremy, Mario i mnogi drugi
- "Sonic" kao Miles
- "Flipper i Lopaka" kao Bulo i Dexter
- "Magično drvo" kao mnogi likovi
- "Niko - Božićna potraga" kao Štef (2008.)
- "Spužva Bob Skockani" kao Kalamarko Kraković (Project 6 sink)
- "Ulica Sezam" kao Grover
- "Lilo i Stitch" (serija)
- "Mali princ" kao pripovjedač
- "Trollz"

## Vanjske poveznice
- Goran Malus u internetskoj bazi filmova IMDb-u (engl.)
- Stranica na Komedija.hr  Arhivirana inačica izvorne stranice od 30. svibnja 2009. (Wayback Machine)